# Dragon C112

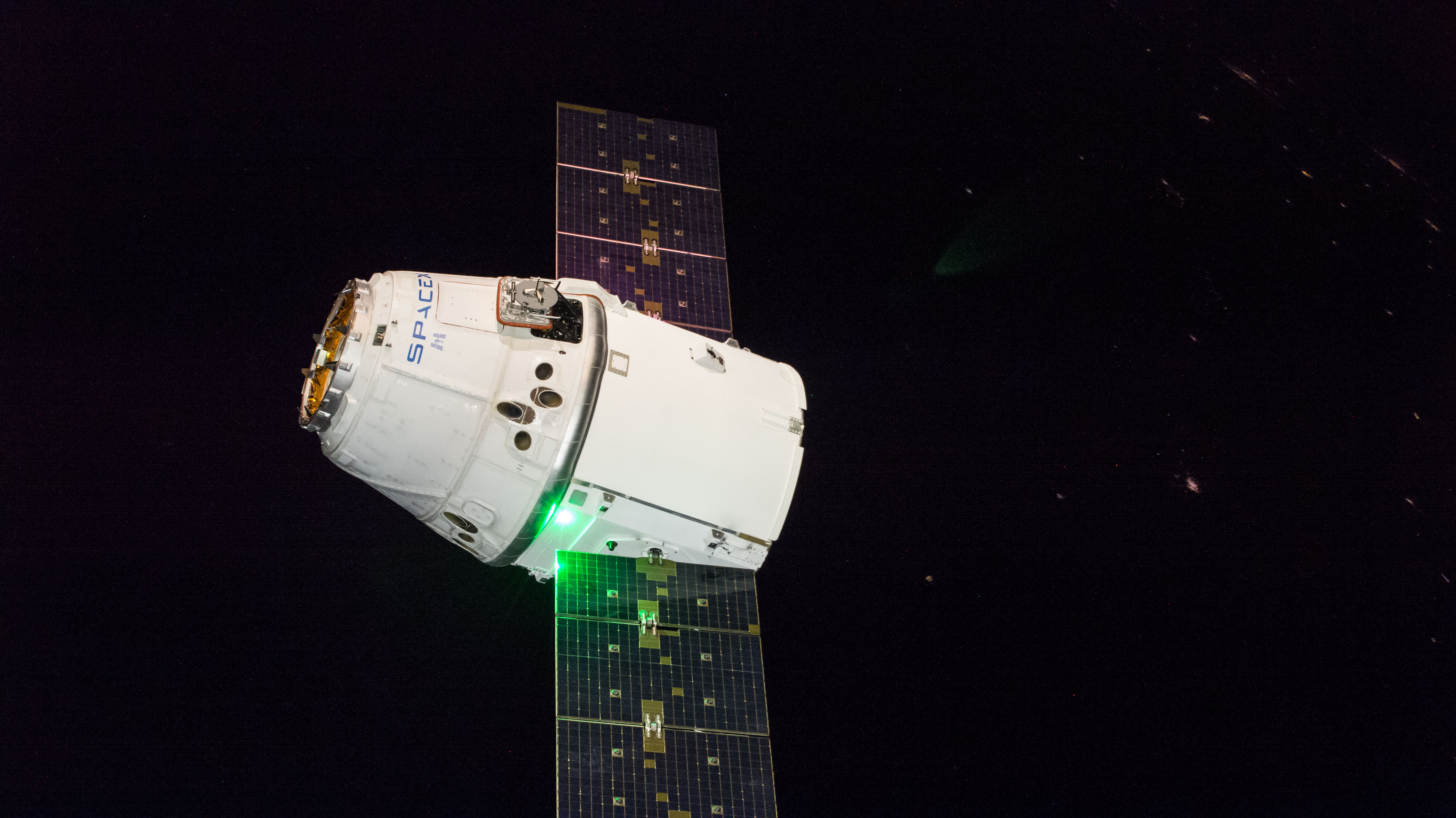
Dragon při misi CRS-16 před zachycením u ISS

Dragon C112 je opakovaně použitá kosmická loď typu Dragon vyrobená společností SpaceX. Poprvé letěla 19. února 2017 při misi CRS-10 k Mezinárodní vesmírné stanici, 19. dubna 2017 se vrátila na Zemi (do Tichého oceánu). Znovu letěla 5. prosince 2018 při misi CRS-16, která trvala 39 dní.
Kosmická loď Dragon se skládá z hermetizované návratové kapsle, tepelného štítu s padáky a nehermetizované nástavby (trunk) nesoucí solární panely. Nástavba se u opakovaně použitých lodí vyrábí vždy nová, před odpojením od ISS se naplní odpadem a shoří při návratu do atmosféry.
Loď byla od začátku navržena jako znovupoužitelná. Návratové kapsle lodí Dragon mají certifikaci pro tři lety, zatím každý letěl maximálně dvakrát. Vzhledem k počtu nasmlouvaných misí nejspíše dojde i na třetí použití některých z lodí.

## Historie letů
| Číslo použití | Mise   | Emblém | Místo startu | Datum startu (UTC)      | Datum přistání (UTC)  | Poznámky |
| ------------- | ------ | ------ | ------------ | ----------------------- | --------------------- | -------- |
| 1             | CRS-10 |        | LC-39A       | 19. února 2017, 14:39   | 19. dubna 2017, 14:46 |          |
| 2             | CRS-16 |        | SLC-40       | 5. prosince 2018, 18:16 | 14. ledna 2019 05:10  |          |